# Човек са земље
Човек са Земље је научно-фантастични филм из 2007. године, који је написао Џером Биксби, а режирао Ричард Шенкман. Улогу јунака приче, Џона Олдмана, тумачи Дејвид Ли Смит. Сценарио за овај филм је осмислио Џером Биксби у раним 1960-им, а завршен је у априлу 1998. Филм је касније адаптирао Шенкман у позоришни спектакл под својим именом.
Џон Олдман је професор факултета који иза себе има десетогодишњу успешну каријеру. Наизглед без икаквог разлога он одлучује да напусти посао и одсели се у други град. Позива колеге, факултетске професоре биологије, антропологије, теологије и археологије у своју кућицу у шуми, где им излаже своју теорију о човеку старом 14.000 година, кромањонцу који је бесмртан. Недуго затим, открива како је он тај човек који никада не стари. Почиње да прича своје утиске о разним историјским догађајима чији је био сведок, те значајним људима које је познавао... 
Заснован на последњем делу култног писца научне фантастике Џерома Биксбија, „Човек са Земље“ је наставак његове успешне епизоде Стар Трека: „Реквијем за Метузалема“

## Заплет
Филм почиње припремом професора Џон Олдмана за одлазак у потрази за новим домом. Одмах у следећој сцени упознајемо његове пријатеље и колеге који долазе приређујући му опроштајну журку, Хари, биолог, Едит, професор историје уметности и предан хришћанин, Арт, археолог и његова студенткиња Линда.
Пакујући и последње кутије, Џон не успева да се одбрани од многобројних питања својих колега због свог изненадног путовања. Под притиском, он полако и обазриво почиње своју невероватну причу откривајући овим великим и признатим научницима како је он у ствари праисторијски пећински човек који је преживео чак 14 миленијума и како због нестарења мора сваких десет година да напушта крај у коме живи. Најпре изненађени, његови пријатељи бивају уверени да је у питању шала, међутим када Џон наставља да препричава детаље о свом неугасивом животу, сви запрепашћени одбијају да поверују у то. Настављајући, он говори да је најпре био Сумер 2000 година, затим Вавилонац под Хамурабијевом влашћу, и на крају ученик самог Буде. Тврди да је познавао Кристифора Колумба, на чијем се броду сасвим случајно нашао, затим Ван Гога, од кога је добио аутентичну слику као поклон и разне друге познате историјске личности.
Бивајући и даље у неверици, шака научника покушава да схвати о чему Џон прича јер све пркоси закону времена и самој науци. Узимају на тренутак у обзир да је неким чудом преживео, почињу да га испитују о детаљима о самом развоју Земље и историјским догађајима. Како је Џон прошао многе путеве, његово памћење је имало само оне детаље које и сами уџбеници поседују. Покушавајући ипак да им објасни да је људски мозак ограничен, као и само знање наставља да говори о својим многобројним пустоловинама кроз које је прошао. 
Разговор у Џоновој дневној соби се наставља и изненађени научници почињу да размишљају о могућности овог феномена. Хари, биолог, разматра да ли људски живот може толико дуго трајати. Арт, археолог, поставља питања свом бесмртном пријатељу о самој историји, и не бива задовољан јер сви Џонови одговори, премда тачни, могу се наћи у свакој енциклопедији. Тада Џон покушава да објасни природу самог знања, и да се његово памћење меша са свим књигама које је у међувремену прочитао.
Врхунац разговора настаје када се дотакну теме везане за религију. Џон најпре одбија да разговара о томе, али ипак одлучује да све подели са пријатељима са којима је провео десет година. Говори како није присталица ниједне одређене вере, али да ипак не искључује могућност постојања Бога. Затим открива како је упознајући Буду покушао да шири његово учење на западу, и како је постао инспирација самог хришћанства за тадашњи народ, који је у њему видео такозваног Христа. Суочећи се са оваквим шоком, његови пријатељи бивају у још већој неверици, јер је Џон оваквом изјавом порушио темељ саме вере и довео у питање постојање Христа. Едит почиње да плаче, не успевајући да прихвати да је можда човек приповедач свог живота и да је можда и сама вера проистекла из људског ума. Како се и једном тренутку психијатар нашао у соби, он закључује како Џон умишља ствари и како му је можда потребна психијатријска помоћ.
Видевши да му нико не верује, да је добио само неверицу и презир, Џон схвата да наука можда никада неће моћи да прихвати никакав феномен који излази из рама ограничености и у том тренутку извињавајући се говори како је све била шала и како је само желео мишљење овако великих научника о могућности саме бесмртности.
Потресени, његови пријатељи полако напуштају собу, нашавши се у чуду каквом никада до сада нису преживели. Санди, једина која је поверовала Џону разговара са њим на тераси и он јој објашњава како је носио разна имена кроз историју, како је био професор, те научник и разна друга занимања која је имао. У једном тренутку, док говори како је био професор на Харварду, психијатар који се случајно нашао на тераси сазнаје како је Џон заправо био његов отац и добија инфаркт јер је ово сазнање било превише за њега. Умире, а Џон обећава како ће доћи на његову сахрану.
Улазећи у камион, Џон се поздравља са Сенди објашњавајући јој зашто не може да крене са њим, али ипак после пар тренутака стаје, можда постајући свестан да је осећање љубави изнад самог времена, отвара јој врата и они нестају у даљини остављајући гледаоцима да се запитају о томе како функционише живот и да ли је можда знање које поседујемо само једна велика илузија и варка.

## Продукција
Ова прича је последње дело Џерома Биксбија, коју је завршио на самрти априла 1998. године. Биксби је издиктирао свој последњи сценарио свом сину, такође сценаристи Емерсону Биксбију. После смрти Џерома Биксбија, сценарио је добио Рицард Шенкман.

## Фестивали и награде
Филм је номинован за неколико награда, а међу освојенима су и
- 2007 — Прво место- Најбољи сценарио- Међународни филмски фестивал на Роуд Ајланду
- 2007 — Главна награда-најбољи сценарио-Међународни филмски фестивал на Роуд Ајланду
- 2008 — Најбољи филм-Монтевидео, Фантастични филмски фестивал у Уругвају
- 2008 — Признање публике Монтевидео, Фантастични филмски фестивал у Уругваја
- 2008 — Најбољи редитељ-Фантаспоа-Интернационални фантастични филмски фестивал Порто Алегре, Бразил
- 2008 — друго место-Најбољи сценарио-Рио де Жанеиро, Интернационални фантастични филмски фестивал
- 2008 — Награда публике, најбољи сценарио филм-Фикција-Хорор и Фантастични филмски фестивал Сантјага, Чиле
- 2008 — награда жирија, најбољи сценарио-Фикција-Хорор и Фантастични филмски фестивал Сантјага, Чиле
- 2008 — Најбољи сценарио за Научну фантастику- Међународни Хорор и Научно-фантастични фестивал филма Сантјага, Чиле

## Музика у филму
Сву музику је извео Марк Хинтон Стјуарт.
- "Седма симфонија-други став" Лудвиг ван Бетовен
- "Заувек"
- Текст је написао Ричард Шенкман
- Музику компоновао Марк Хинтон Стјуарт
- Извођачи- Марк Хинтон Стјуарт и Шантел Данкан

## Улоге
- Дејвид Ли Смит, као Џон Олдман
- Тони Тод, као Ден
- Џон Билингсли, као Хари
- Елен Крафорд, као Едит
- Аника Петерсон, као Сенди
- Вилијам Кат, као Уметност Џенкинс
- Алексис Торп, као Линда Марфи
- Ричард Рил, као др Вил Грубер
- Роби Брајан, као полицајац